# چراغ مرداب غربی
چراغ مرداب غربی (نام علمی: Lysichiton americanus) نام یک گونه از سرده چراغ مرداب است.